# Чёртовы янки
«Чёртовы янки» (англ. Damn Yankees) — мюзикл на либретто Джорджа Эбботта и Дугласа Уоллопа, на музыку Ричарда Адлера и стихи Джерри Росса. Хореограф Боб Фосс получил премию Тони за хореографию, одну из семи, всего завоёванных мюзиклом.
Сюжет представляет собой современный пересказ легенды о Фаусте, действие происходит в Вашингтоне в округе Колумбия, в то время как «Нью-Йорк Янкис» доминируют в Главной лиге бейсбола. Создан по роману Дугласа Уоллопа «Год, когда „Янки“ остались без чемпионства» (1954).
Мюзикл «Чёртовы янки» был показан 1019 раз в первой бродвейской постановке 1955 года. Успех Адлера и Росса с «Пижамной игрой» и «Чёртовыми янки», казалось, открыл им дорогу в светлое будущее, но Росс внезапно умер от хронической бронхоэктатической болезни, в возрасте двадцати девяти лет, несколько месяцев спустя после премьеры «Чёртовых янки».